# Paolo Berardi
Paolo Berardi (Torino, 21 giugno 1885 – Torino, 13 dicembre 1953) è stato un generale italiano, capo di stato maggiore del Regio Esercito.

## Biografia
Militare di carriera, nel 1912 da tenente ottenne in Libia a Sidi Said una medaglia di bronzo al valor militare. Nel 1915, da capitano d'artiglieria nel corso della prima guerra mondiale ottenne un'altra medaglia di bronzo al valor militare e due croci di guerra.
Nel 1926 fu promosso tenente colonnello e nel 1932 colonnello con il comando del 20º reggimento d'artiglieria.
Fu nominato generale di brigata nel 1937. Allo scoppio della seconda guerra mondiale divenne comandante del II raggruppamento alpino nella battaglia delle Alpi Occidentali. Nel settembre 1940 fu inviato al comando dell'11ª Divisione fanteria "Brennero" in Grecia. Nel settembre 1941 fu promosso generale di divisione e divenne capo di stato maggiore della 7ª Armata. Nel 1942 fu comandante della Divisione "Sassari" in Jugoslavia. Inviato nel gennaio 1943, insieme alla promozione a generale di corpo d'armata, in Nord Africa al comando del XXI corpo d'armata, fu ferito e fatto prigioniero dagli inglesi il 12 maggio e inviato in Inghilterra.
Monarchico, dopo l'8 settembre 1943, fu liberato perché aderì al Regno del Sud. Il generale Badoglio lo nominò capo di stato maggiore di quel che restava del Regio esercito il 18 novembre 1943, e comandante delle forze armate della Sicilia (fino al 10 febbraio 1945).
Cercò di far partecipare il maggior numero possibile di unità italiane alla guerra a fianco degli Alleati, con l'istituzione dell'Esercito Cobelligerante Italiano e del Corpo Italiano di Liberazione. Restò in quell'incarico fino al 10 febbraio 1945, quando fu posto a capo del Comando Militare della Sicilia con sede a Palermo, fino al 1946. Fu collocato a riposo nel 1948.
Nel 1954 fu pubblicato postumo Memorie di un capo di stato maggiore dell'esercito: 1943-1945
Il nome di Paolo Berardi figura nell'elenco CROWCASS (Central Registry of War Criminals and Security Suspects) (1947), compilato dagli Alleati anglo-americani, delle persone ricercate dalla Jugoslavia per crimini di guerra.